# 알래스카의 혼
알래스카의 혼(North To Alaska)은 미국에서 제작된 헨리 헤서웨이 감독의 1960년 영화이다. 스튜어트 그레인저 등이 주연으로 출연하였고 헨리 헤서웨이 등이 제작에 참여하였다.

## 출연

### 주연
- 스튜어트 그레인저
- 존 웨인

### 조연
- 어니 코박스
- 파비안
- 캐푸시느
- 미키 쇼네시
- 칼 스웬슨
- 조 소여
- 캐슬린 프리먼

## 제작진
- 원작자: 라디슬라스 포더
- 미술: 던컨 크레이머
- 미술: 잭 마틴 스미스
- 의상: 빌 토머스